# Comtat de Dalarna
El Comtat de Dalarna, o Dalarnas län és un comtat o län a la zona central de Suècia. Fa frontera amb els comtats de Jämtland, Gävleborg, Västmanland, Örebro i Värmland. Tà fa frontera a l'est amb els comtats noruecs de Hedmark i Sør-Trøndelag. Entre els municipis de Mora, Rättvik i Leksand hi ha el llac Siljan.

## Municipis

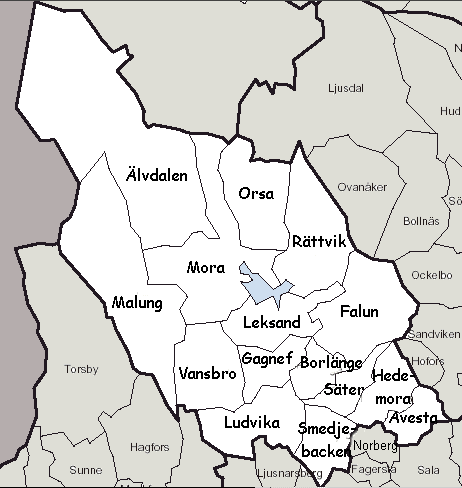
Municipis del comtat de Dalarna

- Avesta
- Borlänge
- Falun amb el barri de Hosjö
- Gagnef
- Hedemora
- Leksand
- Ludvika
- Malung
- Mora
- Orsa
- Rättvik
- Smedjebacken
- Säter
- Vansbro
- Älvdalen